# 夏威夷州众议院
夏威夷众议院是美国夏威夷州议会的下议院。夏威夷州众议院共有51名议员，每届任期2年。夏威夷州众议院领导人为議長。现任众议院議長为民主党人Calvin K.Y. Say，于1999年1月20日上任。